# 松尾団蔵
松尾 団蔵（まつお だんぞう、生没年不詳）は明治時代の地本問屋である。

## 来歴
明治期に東京府日本橋区堀江町2丁目9番地において地本問屋を営業している。明治16年（1883年）に豊原国周の大判3枚続の錦絵「和唐内紅ながし」を出版している。